# Durbe (novads)
Durbe (łot.: Durbes novads) – jeden z łotewskich novadsów, funkcjonujący w latach 2009–2021.

## Historia
Novads powstało na terenach należących przed 2009 do rejonu Lipawa.
W skład novadsu wchodziło miasto Durbe oraz cztery pagastsy: Dunalka, Durbe, Tadaiķi i Vecpils. Jego stolicą zostało miasto Durbe.
Zlikwidowany w ramach reformy administracyjnej 30 czerwca 2021. Wszedł w całości w skład nowego novadsu Kurlandia Południowa.